# 依州
依州，中国唐朝时期的“六胡州”之一。
调露元年（679年），为安置境内突厥人民所置的州，治所在延恩县（今内蒙古自治区鄂托克前旗玛拉迪苏木苏力迪古城）。属于灵州都督府，长安四年（704年），升为匡州。神龙三年（709年），改属兰池都督府，匡州改为依州。开元十年（722年）属于灵州都督府，次年废置。开元十八年（730年）复置匡州，开元二十六年（738年）改为宥州。
鲁州刺史
- 张仁楚（697年—702年）